# Факультет української та іноземної філології Дрогобицького державного педагогічного університету імені Івана Франка
Факультет української та іноземної філології, ФУІФ — науково-педагогічний структурний підрозділ Дрогобицького державного педагогічного університету імені Івана Франка. Створений шляхом об’єднання Факультету філології та Інституту іноземних мов.

## Історія

### Історія Факультету філології (1940-2022)
Факультет філології, який тоді носив назву Мовно-літературний факультет, був одним із трьох перших факультетів Дрогобицького учительського інституту. Він функціонував з 1940 року.

### Історія Інституту іноземних мов (1963-2022)
Історія Інституту іноземних мов розпочинається з 1963 року, коли від Філологічного факультету виокремили Факультет іноземних мов. Проте вивчення іноземних мов у Дрогобичі сягає 1952 року, коли на Філологічному факультеті було створено Кафедру іноземних мов.
Факультет від свого заснування взяв курс на дослідження германських та романських мов. Так з 1963 року діяла спеціальність «Німецька мова», а з 1967 року «Французька мова». Також з 1963 року починає діяти Кафедра англійської мови та Кафедра іноземних мов, а з 1967 року Кафедра французької мови.
На факультеті активно читали лекції українські репатріанти, зокрема вихідці з Франції: І. Дречевич, М. Міраї, М. Овчаренко, В. Матківський, М. Зелик.
Згодом, у 1976 році розпочато підготовку спеціалістів за спеціальностями «Французька та німецька мови», «Англійська та німецька мови».
У 1990-х впроваджують нові методики: у 1992 році проведено набір студентів без вступних іспитів, а в 1996 році проведено перший набір студентів на екстернатну форму навчання. 
1998 року Факультет іноземних мов було перейменовано на Факультет романо-германської філології, підкреслюючи спрямованість на вивчення романських та геманських мов.
Згодом, у 2004 році на факультеті впровадили програму навчання на ступінь магістра.
У 2013 році Факультет романо-германської філології перейменовано на Інститут іноземних мов.

### Історія Факультет української та іноземної філології
У 2022 році Факультет філології та Інститут іноземних мов об’єднали в Факультет української та іноземної філології.

## Структура

### Спеціальності
- 014 «Середня освіта (Англійська мова та зарубіжна література)»
- 014 «Середня освіта (Німецька мова та зарубіжна література)»
- 035 «Філологія (Германські мови та літератури (переклад включно), перша – англійська)»
- 014 «Середня освіта (Українська мова і література)»
- 014 «Середня освіта (Польська мова та зарубіжна література)»

### Кафедри
- Кафедра української мови
- Кафедра української літератури та теорії літератури
- Кафедра зарубіжної літератури та полоністики
- Кафедра англійської мови та перекладу
- Кафедра німецької та французької мов і методики їх навчання

### Лабораторії
- Науково-дослідна лабораторія франкознавства
- Навчально-наукова лабораторія теоретико-методологічних проблем літературознавства
- Переклад і рецепція: контекст взаємодії національних культур